# Balzsamos szuhar
A balzsamos szuhar (Cistus ladanifer) a mályvavirágúak (Malvales) rendjébe és a szuharfélék (Cistaceae) családjába tartozó faj.

## Előfordulása
A balzsamos szuhar eredeti előfordulási területe északról délre, Franciaországtól kezdve Spanyolországon és Portugálián keresztül, egészen Marokkóig tart. Azonban az ember dísznövényként sokfelé ülteti. Ennek következtében megtelepedett Kaliforniában, a Madeira-szigetek, a Kanári-szigeteken, Cipruson és Új-Zéland Déli-szigetén.

## Megjelenése
Kisebb cserje, amely 1-2,5 méter magasra és körülbelül ugyanennyi szélesre nő meg. A levelei örökzöldek és lándzsásak, 3-10 centiméter hosszúak és 1-2 centiméter szélesek; felül sötétzöldek, alul világosabbak. Virágai 5-8 centiméter átmérőjűek, sugaras szimmetriájúak, öttagúak, a párta fehér, a szirmok eredésénél gyakran bíbor színű folttal. Vékony, ép szélű levelei ragadósak (balzsamosak).

## Egyéb
„Balzsamjából” illatszerek alapanyaga készül.
Bizonyos területeken a babérlevelű szuharral (Cistus laurifolius) hibridizálódik (például: Parque Regional de la Cuenca Alta del Manzanares)
Főleg a Boletus nemzetségbeli gombafajokkal, azokon belül pedig az ízletes vargányával (Boletus edulis) alkot mikorrhizás kapcsolatot.

## Képek

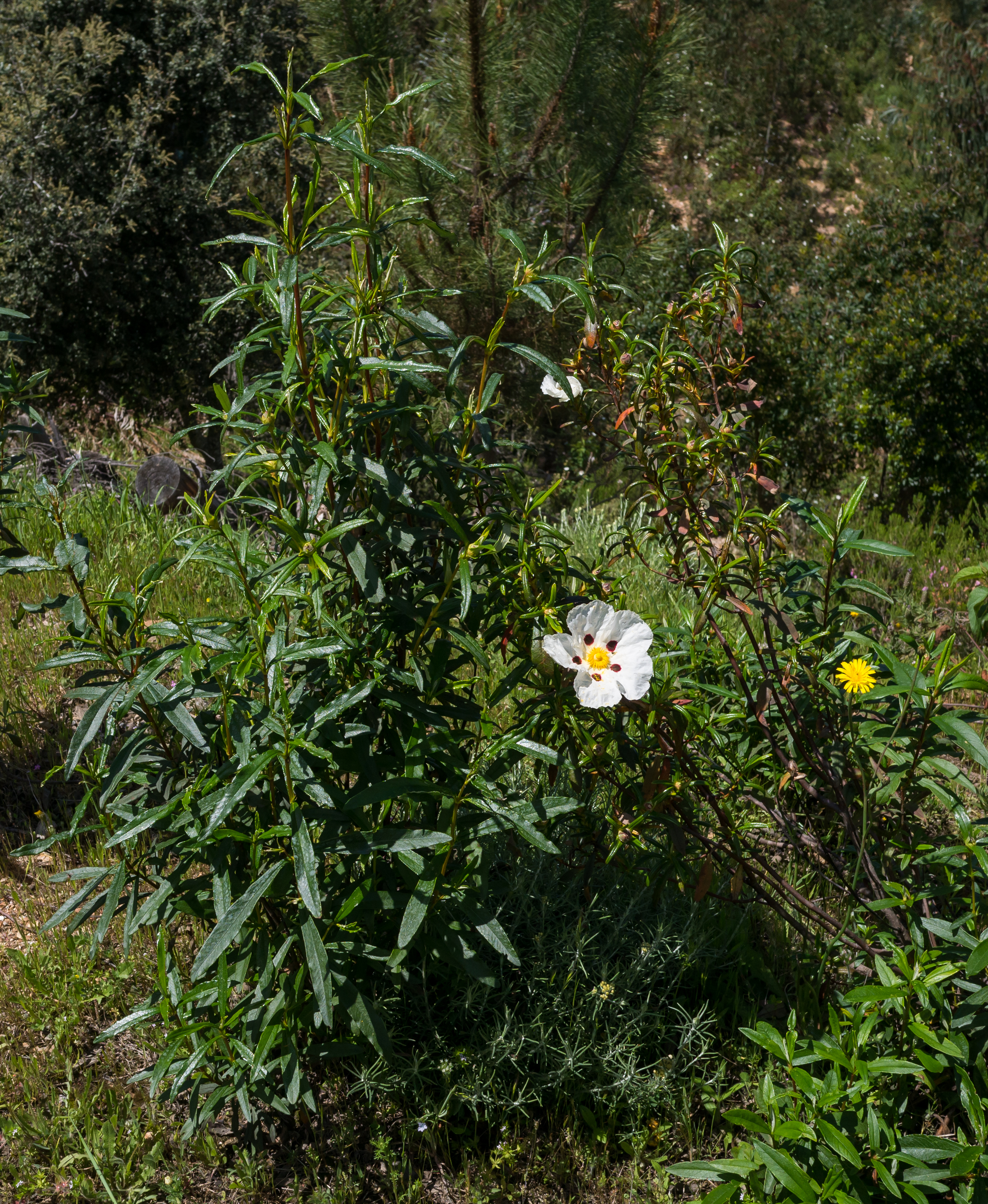
A növény
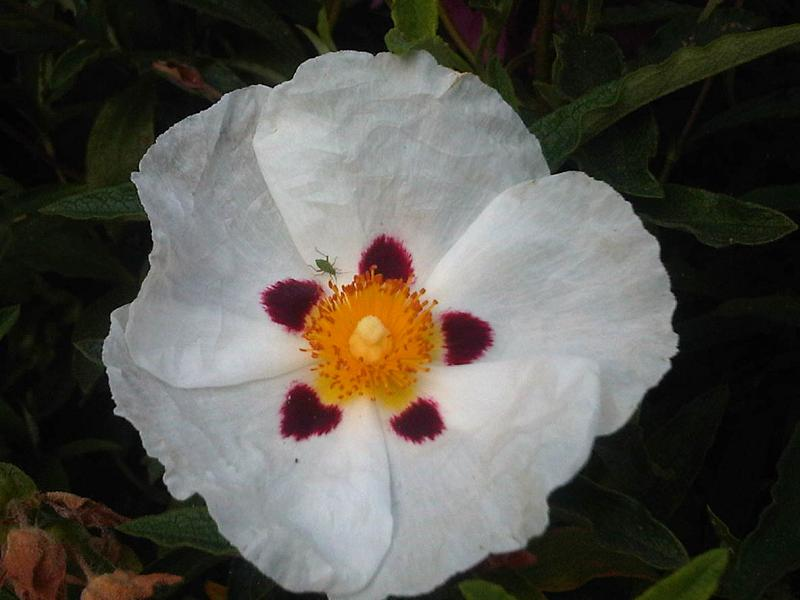
Virága
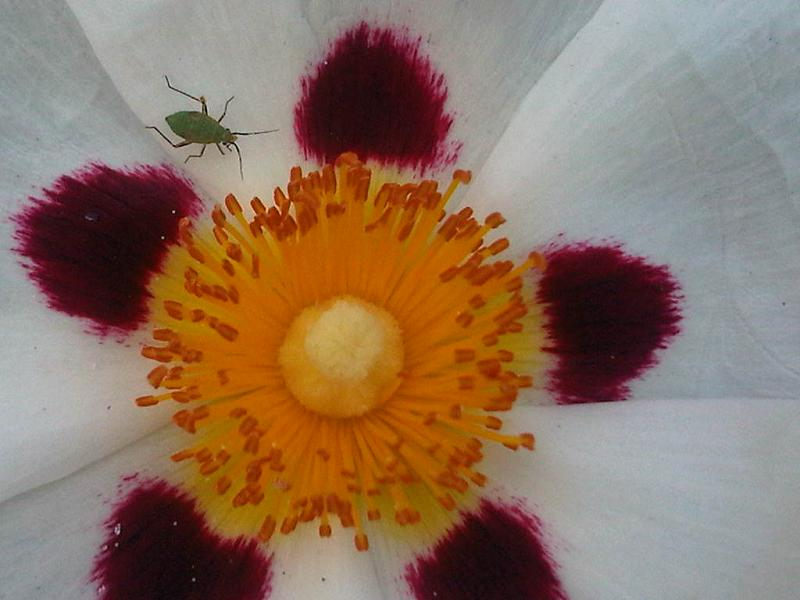
Termőtája egy rovarral
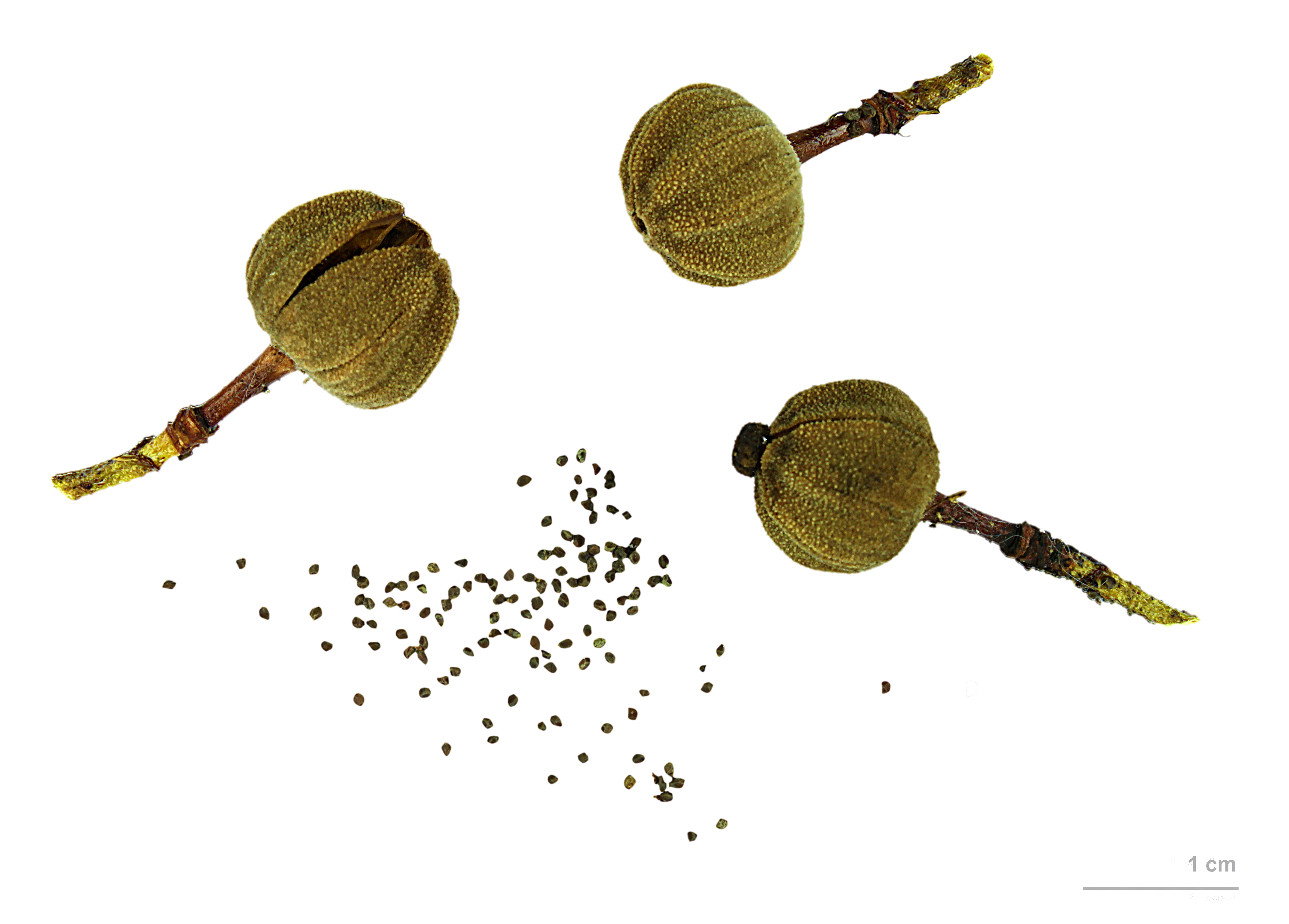
Magvai
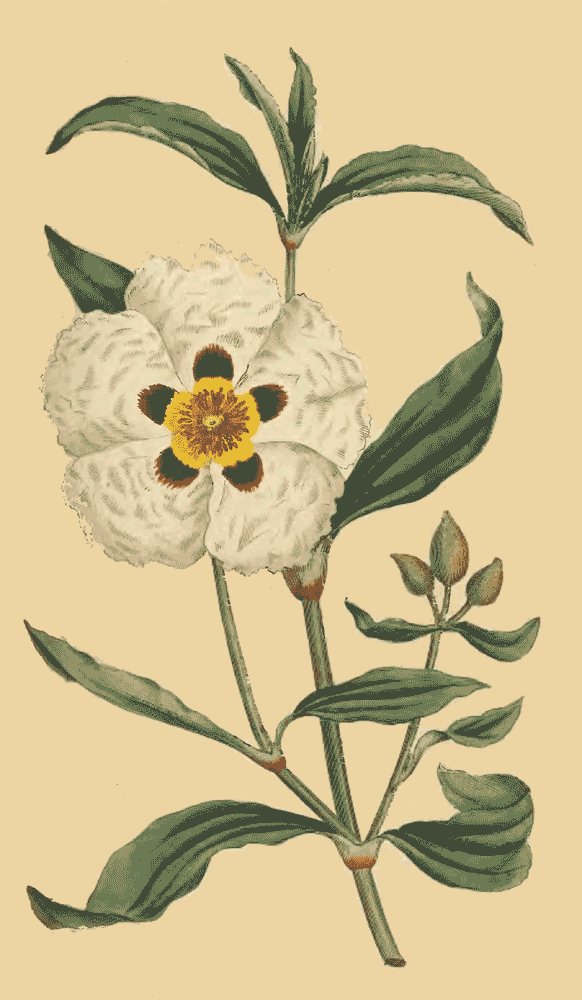
Rajz a növényről